# Tùng mốc
Tùng mốc (danh pháp khoa học: Cupressus lusitanica) là một loài thực vật hạt trần trong họ Cupressaceae. Loài này được Mill. mô tả khoa học đầu tiên năm 1768.